# Lew Borissowitsch Jaffe

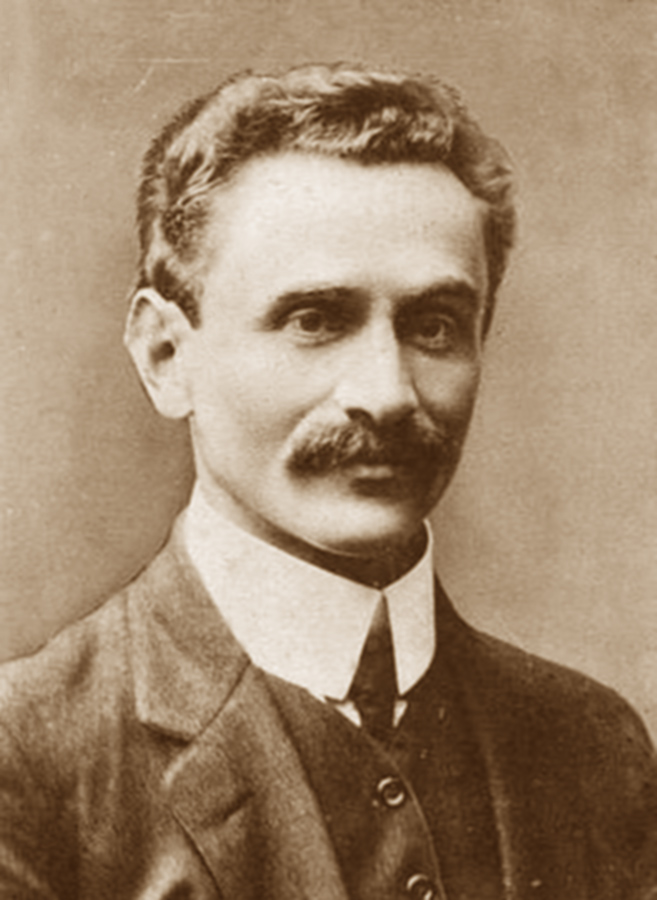
Lew (Leib) Jaffe

Lew Borissowitsch Jaffe, auch Leib Borissowitsch Jaffe, russisch Лев (Лейб) Борисович Яффе (* 24. Maijul. / 5. Juni 1876greg. in Grodno in Russland; † 11. März 1948 in Jerusalem) war ein jüdischer Dichter, Journalist, Publizist, Übersetzer und Zionist.

## Leben
Jaffe war Sohn des Boris Jaffe und seiner Frau Chai-Lei Lapin. Er wurde traditionell-jüdisch erzogen und besuchte die Jeschiwa von Waloschyn. 1897–1901 studierte er Philosophie an den Universitäten Heidelberg, Freiburg und Leipzig. In Grodno organisierte er eine Chibbat-Zion-Jugendgruppe.
1906 wurde Jaffe auf der dritten Allrussischen Konferenz der Zionisten in Helsinki zum Mitglied des Zentralkomitees der Zionisten-Organisation von Wilna gewählt, und auf dem achten Zionisten-Kongress wurde er in das Exekutivkomitee gewählt, in dem er bis 1911 blieb.
1915 bis 1917 gab Jaffe zusammen mit Alexander Goldstein die Zeitung Jüdisches Leben heraus. 1917–1919 war er Chefredakteur des Verlages Safrut in Moskau. Zusammen mit dem Lyriker Wladislaw Felizianowitsch Chodassewitsch stellte er die Sammlung junger hebräischer Dichtung zusammen, für die Chaim Grinberg Übersetzungen anfertigte und die 1918 bei Safrut erschien.
Nach dem Tode des Zionisten-Führers Jechiel Tschlenow (1863–1918) wurde Jaffe zum Sekretär der Moskauer Zionisten-Organisation gewählt und 1919 zum Vorsitzenden der Zionisten-Organisation Litauens. In Wilna beteiligte er sich an der Herausgabe der Zeitungen Letzte Naies, Jiddische Zaitung und Cha-Schawua.
1920 emigrierte Jaffe mit seiner Familie nach Palästina, wo er sogleich Redakteur und 1921–1922 Chefredakteur der Zeitung Haaretz wurde. Von 1926 bis zu seinem Tode war er Direktor der Stiftung Keren Hajessod.
Am 11. März 1948 wurde Jaffe zusammen mit 12 anderen durch einen Autobombenanschlag arabischer Terroristen im Hof der Jewish Agency for Israel in Jerusalem getötet. Er war verheiratet mit der Memoirenschreiberin Frida Wenjaminowna Jaffe, geb. Kaplan, und Bruder Bezal Jaffes.
Nach ihm wurden Straßen in Beʾer Scheva, Herzlia, Jerusalem, Netanja und Ramat Gan sowie ein Moschav im Süden Israels genannt.